# Paul Daraîche
Pour les articles homonymes, voir Daraîche.
 (février 2024).
Paul Daraîche, né le 26 juin 1947 à Saint-François-de-Pabos, est un chanteur, producteur et réalisateur québécois de musique country. Membre de la famille Daraîche, il est le frère de Julie Daraîche et le père d'Émilie Daraîche.

## Biographie
Paul Daraîche naît le 26 juin 1947 à Saint-François-de-Pabos, sous le nom de Paul-Émile Daraîche, d'un père ouvrier, pêcheur et chanteur, et d'une mère ménagère et joueuse d'harmonium. Il est le cadet d'une famille de 9 enfants. Il prend goût à la musique country dès l'enfance en captant les stations de radio AM du sud des États-Unis grâce à la propagation ionosphérique.
Sa famille déménage à Montréal en 1956. Il reçoit sa première guitare l'année suivante, et apprend intuitivement à lire la musique grâce à des partitions des morceaux de Charles Aznavour. Il se produit dans des cabarets de danse érotique dès l'âge de 13 ans. Sa carrière débute en 1965 au sein du groupe yé-yé Les Loups blancs, avec qui il se produira pendant un an à La Sarre, puis ailleurs au Québec,. Il joint le groupe rock Les Sinners, pour lesquels il compose plusieurs morceaux en compagnie d'Angelo Finaldi.
Sa sœur Julie, alors serveuse dans un bar gaspésien de Montréal, l'initie à la scène country avec son groupe formé des frères Duguay. Il se produit par la suite dans des cabarets montréalais, où il fréquente les milieux interlopes. En 1979, au premier gala de l'ADISQ, il remporte avec sa sœur Julie le prix d'album western de l'année. Son premier album country solo, T'envoler, est lancé en 1980.
À Dolbeau, il fait la connaissance de Mario Pelchat, qui deviendra son ami et son producteur,. Les albums de Daraîche produits par Pelchat connaîtront un succès inattendu. Le chanteur, habitué des brasseries et des festivals country, se produit dorénavant dans les théâtres.
Au cours de sa carrière, Daraîche réalise plus de 350 albums et vend 2 000 000 copies des 90 opus auxquels il a participé.

## Discographie

### Albums studio
- 1973 - Paul Daraîche (Album de reprises de Georges Moustaki et Jean Ferrat)
- 1986 - T'envoler
- 2007 - Mes écritures
- 2012 - Mes amours, mes amis (Album de duos)
- 2013 - Ces Noëls d'autrefois
- 2015 - Laisse-moi te dire (Album de duos)
- 2018 - Ma maison favorite
- 2021 - Contre vents et marées (Paul Daraîche & Renée Martel)

## Lauréats et nominations

### Gala de l'ADISQ
| Année | Catégorie                                               | Pour                                            | Résultat   |
| ----- | ------------------------------------------------------- | ----------------------------------------------- | ---------- |
| 1979  | disque de l'année - western                             | Julie et ses musiciens (avec Julie Daraîche)    | lauréat    |
| 1979  | disque de l'année - western                             | Julie et ses musiciens II (avec Julie Daraîche) | nomination |
| 1986  | microsillon de l'année - country                        | T'envoler                                       | nomination |
| 2013  | album de l'année - meilleur vendeur                     | Mes amours, mes amis                            | nomination |
| 2013  | album de l'année - réinterprétation                     | Mes amours, mes amis                            | lauréat    |
| 2014  | album de l'année - réinterprétation                     | Ces Noël d'autrefois                            | nomination |
| 2016  | album de l'année - meilleur vendeur                     | Laisse-moi te dire                              | nomination |
| 2019  | album de l'année - country                              | Ma maison favorite                              | lauréat    |
| 2022  | album de l'année - réinterprétation (avec Renée Martel) | Contre vents et marées                          | nomination |